# 深淵のレコンキスタ
『深淵のレコンキスタ』（しんえんのレコンキスタ）は2012年12月14日にルナソフトより発売された18禁のパソコンゲーム（アダルトゲーム）ソフトである。

## あらすじ
魔界から世界征服をしに来た魔王を、人間・エルフ・ドワーフの同盟軍とドラゴンが力を合わせて打ち倒し、ドゥーム城に封印してから1000年。
人間の魔術師マリィの手により、魔王は解き放たれ、かつて自分を封じた者たちへの復讐を行い、隷属させるべく動き出した。

## ゲームシステム
ゲームは占領地から物資や生贄を徴収する内政フェイズと、敵国との戦いを描いた戦争フェイズの二つに分かれる。
内政フェイズでは徴収のほかにも、占領地の姫たちを調教して、彼女達の国の文化や戦術を支配や戦争に役立てることが可能である。
戦争フェイズでは、最大10000対10000の大戦争を繰り広げることが可能であり、複数の種族の混成軍を作ることも可能である。

## 登場人物
マリィ
声 - MITO
魔王を解き放った人間の魔術師。魔王解放後は、魔王の右腕として活動している。
アイナ
声 - 片倉ひな
ウォーゼ王国の姫。
コーデリア
声 - 黒蜜きなこ
アルゼタイン皇国の姫で、三種族連合議長でもある。
ヤエ
声 - 春川マヤ
ノグロド共和国の王女であるドワーフの少女。
ネネ
声 - 美咲桃子
カザトゥム連邦の王女であるドワーフの少女。
ララノア
声 - 小森詩
テレリ族の代表者であるエルフで、かつて魔王を倒した勇者の一団の一人。
エレンミア
声 - 夜河るる歌
ヴァンヤール族の代表者であるエルフ。

## 用語
人間
エルフ
精霊たちの力により栄えてきた種族。
ドワーフ
魔法が使えない代わりに、技術の発展が進んでいる種族。
ドラゴン

### 勢力・組織
魔王軍
主人公である魔王の軍。
ウォーゼ王国
アルゼタイン皇国
ドラゴンと盟約を結び、その加護によって成り立っている、人間たちの国。
ノグロド共和国
ドワーフらによる国家。鉄鉱石が特産品であり、国民の多くが鉱業を営んでいる。
カザトゥム連邦
ドワーフらによる国家だが、こちらは技術発展が盛んな国である。
テレリ族
エルフたちの種族で、原始的な生活を営んできた国。
ヴァンヤール族
エルフたちの種族で、こちらは魔法を用いた文明で栄えてきた国。
三種族連合

## スタッフ
- 企画 - em.、井之上コテツ
- 原画 - おかか、樹つくね、鬼瓦しゃる
- シナリオ - ギハラ、と〜かぃ、em.
- 彩色 - 相川よいち
- システムグラフィック - 鬼瓦しゃる、ツッチー
- プログラム - 井之上コテツ、浅奈つくね
- 素材提供 - 魔王魂、煉獄庭園、Whitecat